# Sega Mega-CD
De Sega Mega-CD (メガCD, Mega Shī Dī), is een uitbreiding voor de Sega Mega Drive die op 12 december 1991 werd uitgebracht in Japan, op 15 oktober 1992 in de Verenigde Staten, en ten slotte in april 1993 werd geïntroduceerd in Europa. De Sega Mega-CD verscheen ook in Australië en Brazilië. Vanwege patentrechten is de Mega-CD bekend als Sega CD in de Verenigde Staten.
De Sega Mega-CD is een uitbreiding van functies voor de Mega Drive en voegt een cd-romspeler toe, zodat spellen op optische schijf gespeeld kunnen worden op de Mega Drive.

## Beschrijving

### Ontwikkeling
Begin jaren 90 van de twintigste eeuw zag de opkomst van de compact disc als nieuw medium voor muziek en computerspellen. Het Japanse NEC wist cd-romtechnologie als eerste succesvol toe te passen in hun PC Engine of TurboGrafx.
De Sega Mega-CD werd in het geheim ontwikkeld. Spelontwerpers kregen niet te horen waar ze nu precies aan werkten totdat het geheel werd onthuld op een speelgoedshow in Tokio. De Mega-CD was ontworpen om de concurrentie aan te gaan met de PC Engine (TurboGrafx-16) in Japan, die een aparte cd-romspeler had. De Mega-CD was echter niet bedoeld om te concurreren met de Super Famicom van Nintendo, die in Europa bekend is als de Super Nintendo Entertainment System of Super Nintendo.

### Eigenschappen
De Mega-CD wordt onder de Mega Drive aangesloten via een connector aan de rechterzijde en heeft, net als de Mega Drive, een ingebouwde 16-bit Motorola 68000-processor. De processor van de Mega-CD draait op een iets hogere kloksnelheid van 12,5 MHz, en werkt voornamelijk als co-processor om de grotere hoeveelheden data correct te kunnen verwerken. Daarbij biedt het apparaat met een digitale signaalprocessor (DSP) ondersteuning voor hardwarematig schalen en roteren van grafische objecten. Ten slotte werd een extra geluidschip van Ricoh ingebouwd.
De belangrijkste eigenschap van de Mega-CD is de grote toename in opslag. Op een cd-rom past ruim 640 megabyte aan gegevens, ongeveer 200 tot 300 keer meer dan op een typische spelcartridge. Een bijkomstigheid is dat er ook audio-cd's en karaoke-cd's afgespeeld kunnen worden.

### Sega Mega-CD II

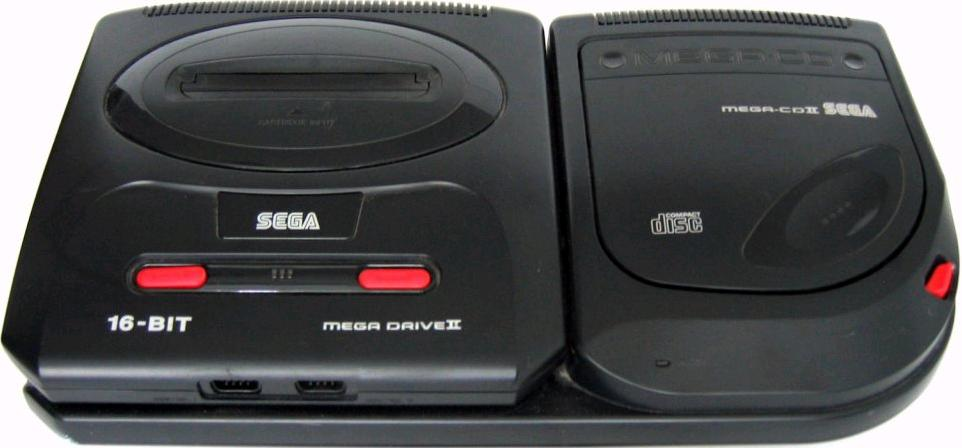
Sega Mega-CD II (PAL)

In 1993 ging Sega een kleinere en goedkopere versie van de Mega Drive produceren. Tegelijkertijd ontwikkelde het ook de Mega-CD II, die op 23 april 1993 uitkwam in Japan. Enkele maanden later verscheen het in Noord-Amerika als de Sega CD 2. Voor dit tweede model werd ook een kleinere versie van de Mega-CD ontworpen, die rechts van de Mega Drive wordt aangesloten, en ook compatibel is met de eerste Mega-CD. Om de kosten te drukken ontbrak bij de Mega-CD II een gemotoriseerde cd-lade en het model is kleiner en goedkoper.
Toen later de Sega 32X beschikbaar kwam, bestond zelfs de mogelijkheid om 32-bitspellen vanaf de Mega-CD te draaien, maar slechts enkele titels ondersteunen dit.

## Einde
Ondanks een goede start in Japan, bleek de Mega-CD geen goed succes. Mede door een hoge prijs, trage vooruitgang in technologie, te late introductie en onwetendheid wat het systeem allemaal kon. Vrijwel elke concurrent kon hogere kwaliteit video tonen met meer kleuren.
Sega's matige ondersteuning voor de Mega-CD zorgde ervoor dat er te weinig sterke speltitels op de markt kwamen. Toen uiteindelijk het nieuws rond ging over opvolgers Sega Saturn en Sony's PlayStation, die in 1994 uit zouden komen, wilde vrijwel niemand meer investeren in de Mega-CD.
Het mislukken van de Mega-CD en 32X zorgde voor teleurstelling onder veel trouwe consumenten. Dit leidde ook tot de eerste devaluatie van Sega als sterke merknaam, en was van invloed op toekomstige verkoopcijfers.

## Modellen
De volgende modellen zijn uitgebracht van de Sega Mega-CD:
- Sega Mega-CD 2 (Sega CD 2 in Noord-Amerika)
- Sega Multi-Mega
- Sega Genesis CDX
- Victor Wondermega RG-M1
- Victor Wondermega RG-M2
- JVC X'Eye
- Pioneer LaserActive

## Technische gegevens

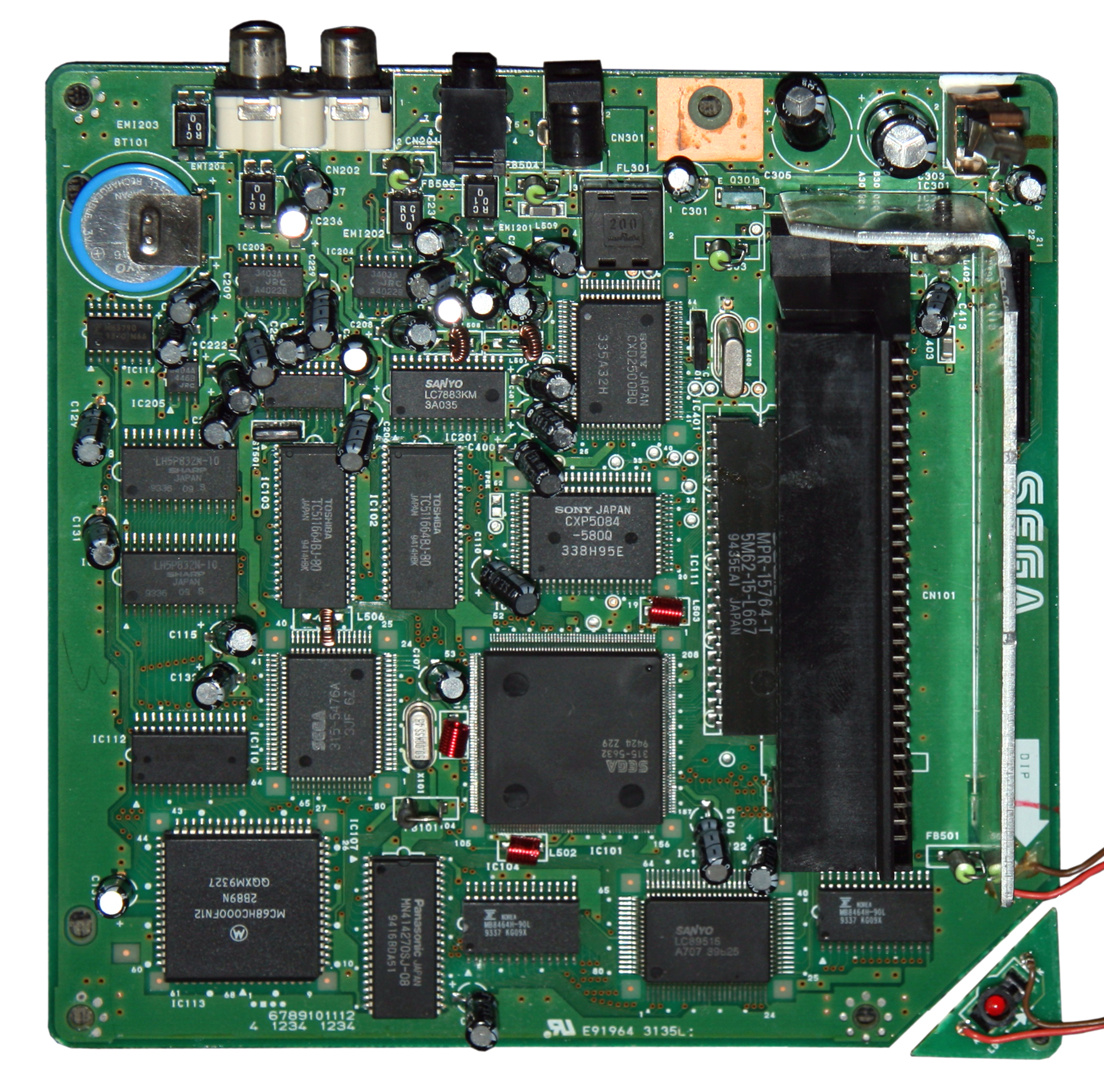
Mega-CD moederbord

De Mega-CD kan alleen in combinatie met een Mega Drive worden gebruikt, met elk een eigen stroomvoorziening. Naast het afspelen van spellen in cd-romformaat kan het ook audio-cd's en karaoke CD+G cd's aan. 
- Processor: Motorola 68000, 16-bit processor, kloksnelheid 12,5 MHz (werkt voornamelijk als co-processor)
- Grafische-processor: aangepaste ASIC
- Gelijktijdige kleuren: 64 (met een rastereffect kon dit naar 128 worden verhoogd)
- Geheugen: 6 Mbit RAM, 512 kbit voor PCM-samples
- Opslag: optische schijf met een capaciteit van 650 MB
- Maximale overdrachtssnelheid: 150 kbytes (1x snelheid)
- Cd-audio: 2-kanaals stereogeluid, 44,1 kHz
- Ingebouwde PCM-chip met 8 geluidskanalen
- Afmetingen: 301 mm x 212,5 mm x 112,5 mm (lxbxh)
- Gewicht: 1,4 kg[1]

## Spellen
Er verschenen voor de Mega-CD ruim 200 spellen, die door Sega en andere uitgevers zijn uitgebracht. Zes spellen bieden ondersteuning voor de 32X. 
Sega wilde aantonen wat de Mega-CD zoal kon, en focuste daarom op FMV-spellen (spellen met videobeelden) gelijk aan eerdere Laserdisc-spellen. Deze spellen stuitten echter op veel kritiek. De kwaliteit van de videobeelden was echter, vooral door het beperkte kleurenpalet, zeer matig en sloeg daarom niet aan bij het grote publiek.
Een ander punt van kritiek was dat de meeste titels bestonden uit shovelware, waarin een spelontwikkelaar een reeds bestaand spel neemt en daar enkele kleine wijzigingen in aanbrengt. Er kwamen geen nieuwe spelconcepten uit de Mega-CD voort, vooral meer van hetzelfde. Enkele spellen ondergingen wél grote veranderingen bij het overzetten naar de Sega Mega-CD, waaronder Earthworm Jim en The Amazing Spider-Man vs. The Kingpin.
Een spel dat specifiek voor de Sega Mega-CD was ontwikkeld is Sonic the Hedgehog CD, of Sonic CD. In dit spel werden de schalingsmogelijkheden en de combinatie met cd-audio van de Mega-CD gebruikt. Mede hierdoor ontving Sonic CD goede recensies.

## Markten

### Japan
De Mega-CD werd eerst uitgebracht in Japan op 1 december 1991. Daar was de Mega-CD een groot succes vanwege de voordelen van CD's (hoge opslagcapaciteit en lage kosten). Ondanks het succes waren er in maart 1994 nog maar 380.000 van verkocht.

### Noord-Amerika
De Sega CD werd in Amerika voor het eerst aangekondigd op de Chicago CES in januari 1992. De Mega Drive werd in Amerika uitgebracht als de Genesis, en Sega besloot derhalve de Sega Mega-CD uit te brengen onder de naam Sega CD.
In Amerika sloeg de Mega-CD minder aan, daar veel mensen vonden dat hij niet veel toevoegde aan de Mega Drive. 

### Europa
In Europa werd de Mega-CD uitgebracht in april 1993. In tegenstelling tot de Mega Drive, die erg succesvol was in Europa, deed de Mega-CD het niet al te best. Van de 70.000 Mega-CD's die naar Europa waren verscheept, werden er slechts 60.000 verkocht.

### Australië
De Mega-CD werd in Australië uitgebracht op 19 april 1993.

### Brazilië
De Sega-CD 2 werd tegelijk uitgebracht op de Braziliaanse markt als op de Amerikaanse. Daar de originele Mega-CD nooit was uitgebracht in Brazilië werd de Sega-CD 2 daar gewoon "Sega-CD" genoemd.